# Samuel Botsford Buckley
Samuel Botsford Buckley ( * 9 de mayo de 1809 - 18 de febrero de 1884) fue un geólogo naturalista y botánico estadounidense.
Nace en Torry, New York. Se gradúa en la "Wesleyan University", Middletown, Connecticut, en 1836. 
Entre 1837 y 1838 explora Virginia, recolectando su flora; y también en Illinois. 
Fue asistente principal de la "Allenton Academy" en Alabama entre 1839 a 1840. 
En los 1840s recolecta 24 nuevas especies en Carolina del Norte, Carolina del Sur, y Tennessee. Y resulta en ser nombrado en el nuevo género botánico Buckleya. En tals exploracions encuentra setenta restos esqueléticos de un zeuglodon en Alabama. 
Estudia Medicina en el "Colegio de Médicos y Cirujanos" entre 1842-43. En 1843 descubre trece nuevas especies de conchas en una expedición a Florida. 
Trabajó en una granja en Nueva York, y en una librería en Ohio hasta 1858, cuando retorna a Tennessee y a Carolina del Norte a trabajar en Geología.
- La abreviatura «Buckley» se emplea para indicar a Samuel Botsford Buckley como autoridad en la descripción y clasificación científica de los vegetales.[1]